# Charles Piroth
Charles Piroth (* 1906; † 15. März 1954 in Điện Biên Phủ, Französisch-Indochina) war ein französischer Offizier. Er war Befehlshaber der Artillerie bei der Schlacht um Điện Biên Phủ.

## Leben
Piroth nahm während des Zweiten Weltkriegs am Italienfeldzug teil. Bei der Wiederbesetzung Vietnams kam Piroth als Bataillonskommandeur im Rang eines Majors mit der Expeditionsgruppe unter Generalmajor Leclerc ins Land. Er wurde in Südvietnam eingesetzt und angesichts des Mangels an Artilleriezielen wurden er und seine Männer als Infanteristen eingesetzt. Piroth erwarb sich einen guten Ruf als beliebter und tapferer Offizier. Piroth wurde 1946 verwundet als seine Einheit in einen Hinterhalt geriet. Piroth verlor dabei seinen linken Arm.
Piroth nahm sich bei der Schlacht um Điện Biên Phủ  am 15. März 1954 durch eine Handgranate das Leben, als klar wurde, dass seine Artillerie den gegnerischen Beschuss nicht effektiv unterdrücken konnte.